# Тернопільська міська рада
Терно́пільська міська́ ра́да — адміністративно-територіальна одиниця та орган місцевого самоврядування в Тернопільській області. Адміністративний центр — місто обласного значення Тернопіль.

## Загальні відомості
- Територія ради: 86 км²
- Населення ради: 225 004 особа (станом на 1 січня 2022 року)
- Територією ради протікає річка Серет

## Населені пункти
Міській раді підпорядковані населені пункти:
- м. Тернопіль

## Населення
Розподіл населення за віком та статтю (2001)
| Стать | Всього  | До 15 років | 15-24  | 25-44  | 45-64  | 65-85 | Понад 85 |
| --- | ------- | ----------- | ------ | ------ | ------ | ----- | -------- |
| Чоловіки | 105 948 | 20 173      | 23 648 | 33 644 | 22 775 | 5521  | 187      |
| Жінки | 119 750 | 19 183      | 26 890 | 37 429 | 26 557 | 9085  | 606      |
| \| Статево-вікова піраміда \| Статево-вікова піраміда \| Статево-вікова піраміда \| \| ----------------------- \| ----------------------- \| ----------------------- \| \| Чоловіки \| Вік \| Жінки \| \| 187 \| 85 + \| 606 \| \| 381 \| 80-84 \| 917 \| \| 1004 \| 75-79 \| 2209 \| \| 1735 \| 70-74 \| 2881 \| \| 2401 \| 65-69 \| 3078 \| \| 3780 \| 60-64 \| 4626 \| \| 3909 \| 55-59 \| 4285 \| \| 7129 \| 50-54 \| 8124 \| \| 7957 \| 45-49 \| 9522 \| \| 9466 \| 40-44 \| 10 827 \| \| 8306 \| 35-39 \| 9320 \| \| 7487 \| 30-34 \| 8459 \| \| 8385 \| 25-29 \| 8823 \| \| 10 998 \| 20-24 \| 12 382 \| \| 12 650 \| 15-20 \| 14 508 \| \| 8670 \| 10-14 \| 8217 \| \| 6501 \| 5-9 \| 6280 \| \| 5002 \| 0-4 \| 4686 \| |         |             |        |        |        |       |          |
| Статево-вікова піраміда |         |             |        |        |        |       |          |
| Чоловіки | Вік     | Жінки       |        |        |        |       |          |
| 187 | 85 +    | 606         |        |        |        |       |          |
| 381 | 80-84   | 917         |        |        |        |       |          |
| 1004 | 75-79   | 2209        |        |        |        |       |          |
| 1735 | 70-74   | 2881        |        |        |        |       |          |
| 2401 | 65-69   | 3078        |        |        |        |       |          |
| 3780 | 60-64   | 4626        |        |        |        |       |          |
| 3909 | 55-59   | 4285        |        |        |        |       |          |
| 7129 | 50-54   | 8124        |        |        |        |       |          |
| 7957 | 45-49   | 9522        |        |        |        |       |          |
| 9466 | 40-44   | 10 827      |        |        |        |       |          |
| 8306 | 35-39   | 9320        |        |        |        |       |          |
| 7487 | 30-34   | 8459        |        |        |        |       |          |
| 8385 | 25-29   | 8823        |        |        |        |       |          |
| 10 998 | 20-24   | 12 382      |        |        |        |       |          |
| 12 650 | 15-20   | 14 508      |        |        |        |       |          |
| 8670 | 10-14   | 8217        |        |        |        |       |          |
| 6501 | 5-9     | 6280        |        |        |        |       |          |
| 5002 | 0-4     | 4686        |        |        |        |       |          |

## Склад ради
Рада складається з 42 депутатів та голови.
- Голова ради: Надал Сергій Віталійович
- Секретар ради: Шумада Віктор Володимирович

### Керівний склад попередніх скликань
| ПІБ                         | Основні відомості                                                              | Дата обрання | Дата звільнення |
| --------------------------- | ------------------------------------------------------------------------------ | ------------ | --------------- |
| Негода В'ячеслав Андронович | Міський голова, 1957 року народження                                           | 1990         | 1998            |
| Кучеренко Анатолій Іванович | Міський голова, 1942 року народження                                           | 1998         | 2002            |
| Левків Богдан Євгенович     | Міський голова, 1950 року народження                                           | 2002         | 26.03.2006      |
| Заставний Роман Йосипович   | Міський голова, 1972 року народження                                           | 26.03.2006   | 31.10.2010      |
| Надал Сергій Віталійович    | Міський голова, 1975 року народження, від Всеукраїнського об'єднання «Свобода» | 31.10.2010   | 25.10.2015      |
| Надал Сергій Віталійович    | Міський голова, 1975 року народження, від Всеукраїнського об'єднання «Свобода» | 25.10.2015   | 25.10.2020      |
| Надал Сергій Віталійович    | Міський голова, 1975 року народження, від Всеукраїнського об'єднання «Свобода» | 25.10.2020   |                 |

Примітка: таблиця складена за даними сайту Верховної Ради України і даними ТЕС та ЦВК

## Депутати

### VIII скликання
За результатами місцевих виборів 2020 року депутатами ради стали.

### VII скликання
За результатами місцевих виборів 2015 року депутатами ради стали:

#### За суб'єктами висування
| Суб'єкт висування                                       | Кількість обраних депутатів | %     |
| ------------------------------------------------------- | --------------------------- | ----- |
| Політична партія Всеукраїнське об'єднання «Свобода»     | 13                          | 30.95 |
| Партія Блок Петра Порошенка «Солідарність»              | 7                           | 16.67 |
| Політична партія «Об'єднання „Самопоміч“»               | 7                           | 16.67 |
| Політична партія Всеукраїнське об'єднання «Батьківщина» | 4                           | 9.52  |
| Політична партія «Громадянська позиція»                 | 4                           | 9.52  |
| Політична партія Громадський рух «Народний контроль»    | 4                           | 9.52  |
| Радикальна партія Олега Ляшка                           | 3                           | 7.14  |

#### За округами
| № округу                                                | Прізвище, ім'я, по батькові    | Дата нар.  | Освіта | Партійна приналежність                                        | Відомості |
| ------------------------------------------------------- | ------------------------------ | ---------- | ------ | ------------------------------------------------------------- | --- |
| політична партія Всеукраїнське об'єднання «Свобода»     |                                |            |        |                                                               | |
| пк                                                      | Стаюра Володимир Іванович      | 19.06.1966 | вища   | безпартійний                                                  | ЗСУ, заступник командира роти |
| 37                                                      | Сороколіт Іван Леонідович      | 16.09.1977 | вища   | член політичної партії Всеукраїнське об'єднання «Свобода»     | КП «Тернопіль Інтеравіа», директор |
| 30                                                      | Баб'юк Марія Петрівна          | 26.08.1957 | вища   | член політичної партії Всеукраїнське об'єднання «Свобода»     | Галицький коледж ім. В'ячеслава Чорновола, директор |
| 29                                                      | Турський Ігор Володимирович    | 18.09.1976 | вища   | член політичної партії Всеукраїнське об'єднання «Свобода»     | Тернопільська міська рада, секретар |
| 24                                                      | Редьква Назарій Миколайович    | 20.05.1989 | вища   | член політичної партії Всеукраїнське об'єднання «Свобода»     | Тернопільська філія ПП "Юридична компанія «Лідер», директор |
| 26                                                      | Климчук Олег Андрійович        | 17.01.1961 | вища   | член політичної партії Всеукраїнське об'єднання «Свобода»     | Тернопільська ЗОШ № 22, директор |
| 3                                                       | Торожнюк Роман Васильович      | 22.06.1986 | вища   | член політичної партії Всеукраїнське об'єднання «Свобода»     | Тернопільська РДА, начальник відділу розвитку інфраструктури |
| 9                                                       | Зінь Іван Федорович            | 07.04.1981 | вища   | член політичної партії Всеукраїнське об'єднання «Свобода»     | Не працює |
| 36                                                      | Навроцький Роман Ярославович   | 24.09.1982 | вища   | член політичної партії Всеукраїнське об'єднання «Свобода»     | Державна інспекція сільського господарства в Тернопільській області, перший заступник Начальника                                                                                  |
| 38                                                      | Сиротюк Михайло Мирославович   | 02.08.1986 | вища   | член політичної партії Всеукраїнське об'єднання «Свобода»     | Не працює |
| 32                                                      | Паньків Наталія Миколаївна     | 26.07.1983 | вища   | член політичної партії Всеукраїнське об'єднання «Свобода»     | ПАТ АКБ «Капітал», начальник відділення |
| 28                                                      | Гевко Галина Орестівна         | 13.07.1961 | вища   | член політичної партії Всеукраїнське об'єднання «Свобода»     | ПП «Благоустрій», директор |
| 22                                                      | Шморгай Олег Васильович        | 02.08.1985 | вища   | член політичної партії Всеукраїнське об'єднання «Свобода»     | Приватний підприємець |
| ПАРТІЯ "БЛОК ПЕТРА ПОРОШЕНКА «СОЛІДАРНІСТЬ»             |                                |            |        |                                                               | |
| пк                                                      | Шумада Віктор Володимирович    | 18.03.1983 | вища   | член ПАРТІЇ "БЛОК ПЕТРА ПОРОШЕНКА «СОЛІДАРНІСТЬ»              | Тернопільська ОДА, заступник голови, керівник апарату |
| 10                                                      | Смакоуз Юрій Георгійович       | 11.04.1972 | вища   | безпартійний                                                  | ПМП спортклуб «Смок», директор |
| 6                                                       | Місько Володимир Володимирович | 01.10.1981 | вища   | безпартійний                                                  | Тернопільський національний педагогічний університет ім. В. Гнатюка, доцент кафедри історії України                                                                               |
| 20                                                      | Білан Тарас Богданович         | 11.06.1976 | вища   | безпартійний                                                  | Фізична особа-підприємець Ворощук М. М., водій |
| 14                                                      | Прокопів Ліна Анатоліївна      | 10.10.1981 | вища   | безпартійна                                                   | ПП «Креатор-Буд», менеджер з продажів |
| 42                                                      | Ібрагімов Михайло Раджепович   | 12.09.1966 | вища   | безпартійний                                                  | Торговельно -розважальний центр «Подоляни», генеральний директор |
| 2                                                       | Бич Павло Дмитрович            | 05.12.1992 | вища   | безпартійний                                                  | Служба автомобільних доріг Тернопільської області, робітник з благоустрою |
| Політична партія "Об'єднання «САМОПОМІЧ»                |                                |            |        |                                                               | |
| пк                                                      | Грицишин Андрій Антонович      | 26.05.1976 | вища   | член Політичної партії "Об'єднання «САМОПОМІЧ»                | Приватний підприємець |
| 32                                                      | Лупак Сергій Михайлович        | 04.05.1982 | вища   | безпартійний                                                  | ОСЖ ДПГ «Чалдаєва 13», ОСЖ ДПГ «Чалдаєва 17», ОСББ «Симоненка 5а», голова Правління                                                                                               |
| 34                                                      | Зелінка Назарій Володимирович  | 02.07.1986 | вища   | безпартійний                                                  | Верховна Рада України, помічник консультант народного депутата України |
| 15                                                      | Штопко Юрій Васильович         | 06.05.1982 | вища   | член Політичної партії "Об'єднання «САМОПОМІЧ»                | ТОВ "Медіа Дім «РІА», директор |
| 17                                                      | Нитка Олег Богданович          | 30.09.1977 | вища   | член Політичної партії "Об'єднання «САМОПОМІЧ»                | Приватний підприємець |
| 5                                                       | Генсерук Віктор Анатолійович   | 26.03.1975 | вища   | безпартійний                                                  | ТНПУ ім. В. Гнатюка, начальник відділу компютеризації |
| 9                                                       | Шкула Андрій Петрович          | 08.12.1986 | вища   | безпартійний                                                  | ТОВ "Медіа Дім «РІА», кореспондент |
| політична партія Всеукраїнське об'єднання «Батьківщина» |                                |            |        |                                                               | |
| пк                                                      | Артимович Андрій Іванович      | 11.10.1968 | вища   | член політичної партії Всеукраїнське об'єднання «Батьківщина» | Комунальний заклад Тернопільської обласної ради Тернопільський обласний клінічний перинатальний центр «Мати і дитина», завідувач відділення анестезіології та інтенсивної терапії |
| 39                                                      | Гринда Володимир Павлович      | 23.04.1973 | вища   | безпартійний                                                  | м. Тернопіль, уГКЦ Храм Всіх Святих Українського народу, священик |
| 40                                                      | Шоломейчук Наталія Василівна   | 29.09.1968 | вища   | член політичної партії Всеукраїнське об'єднання «Батьківщина» | Фізична особа-підприємець |
| 16                                                      | Поврозник Петро Іванович       | 12.05.1950 | вища   | член політичної партії Всеукраїнське об'єднання «Батьківщина» | Тернопільська спеціалізована школа І-ІІІ ступенів № 5 з поглибленим вивченням іноземних мов Тернопільської міської ради Тернопільської області, директор                          |
| ПОЛІТИЧНА ПАРТІЯ "ГРОМАДСЬКИЙ РУХ «НАРОДНИЙ КОНТРОЛЬ»   |                                |            |        |                                                               | |
| пк                                                      | Бліхар Володимир Васильович    | 11.03.1979 | вища   | член ПОЛІТИЧНОЇ ПАРТІЇ "ГРОМАДСЬКИЙ РУХ «НАРОДНИЙ КОНТРОЛЬ»   | ТОВ «Тервікнопласт», директор |
| 1                                                       | Болєщук Петро Михайлович       | 11.07.1977 | вища   | член ПОЛІТИЧНОЇ ПАРТІЇ "ГРОМАДСЬКИЙ РУХ «НАРОДНИЙ КОНТРОЛЬ»   | Тернопільська районна рада, заступник керуючого справами |
| 14                                                      | Ляхович Роман Мар'янович       | 16.07.1957 | вища   | член ПОЛІТИЧНОЇ ПАРТІЇ "ГРОМАДСЬКИЙ РУХ «НАРОДНИЙ КОНТРОЛЬ»   | ТДМУ ім. І. Я. Горбачевського, доцент |
| 11                                                      | Шараськіна Вікторія Андріївна  | 25.08.1982 | вища   | член ПОЛІТИЧНОЇ ПАРТІЇ "ГРОМАДСЬКИЙ РУХ «НАРОДНИЙ КОНТРОЛЬ»   | «Тернопільський академічний обласний український драматичний театр ім. Т. Г. Шевченка», актриса                                                                                   |
| Політична партія «Громадянська позиція»                 |                                |            |        |                                                               | |
| пк                                                      | Ландяк Петро Дмитрович         | 25.06.1961 | вища   | член Політичної партії «Громадянська позиція»                 | ТОВ «Продлюкс плюс», директор |
| 31                                                      | Балук Любомир Іванович         | 05.04.1967 | вища   | член Політичної партії «Громадянська позиція»                 | пенсіонер |
| 40                                                      | Газилишин Андрій Богданович    | 18.02.1969 | вища   | член Політичної партії «Громадянська позиція»                 | ПП «Медія-Т», директор |
| 36                                                      | Ткаченко Андрій Миколайович    | 09.12.1971 | вища   | член Політичної партії «Громадянська позиція»                 | ПАТ «Діамантбанк», директор з продажу |
| Радикальна партія Олега Ляшка                           |                                |            |        |                                                               | |
| пк                                                      | Півторак Святослав Романович   | 14.04.1979 | вища   | член Радикальної партії Олега Ляшка                           | Служба автомобільних доріг у Тернопільській області, начальник Адміністративно-господарського відділу                                                                             |
| 8                                                       | Яциковська Оксана Богданівна   | 17.05.1962 | вища   | член Радикальної партії Олега Ляшка                           | Газета «Місто», ПП «Радіо Бонус», шеф-редактор, Директор |
| 41                                                      | Серетний Тарас Ігорович        | 01.03.1991 | вища   | безпартійний                                                  | Відділ Держгеокадас-тру у м. Тернополі, головний спеціаліст-юрисконсульт |

Перше пленарне засідання Тернопільської міської ради сьомого скликання відбулося 11 листопада 2015 року.

### VI скликання
За результатами місцевих виборів 2010 року рішенням № 6/1/2 від 30 листопада 2010 року «Про визнання повноважень депутатів Тернопільської міської ради шостого скликання» депутатами стали::

#### За суб'єктами висування
| Суб'єкт висування                                       | Кількість обраних депутатів | %    |
| ------------------------------------------------------- | --------------------------- | ---- |
| Політична партія Всеукраїнське об'єднання «Свобода»     | 31                          | 51,7 |
| Партія регіонів                                         | 11                          | 18,3 |
| Політична партія «Наша Україна»                         | 5                           | 8,3  |
| Політична партія «Фронт Змін»                           | 3                           | 5    |
| Українська партія                                       | 3                           | 5    |
| Політична партія Всеукраїнське об'єднання «Батьківщина» | 2                           | 3,3  |
| Політична партія «За Україну!»                          | 2                           | 3,3  |
| Українська Народна Партія                               | 2                           | 3,3  |
| Політична партія «Громадянська позиція»                 | 1                           | 1,7  |

#### За округами
| № округу                                                | Прізвище, ім'я, по батькові      | Дата визнання обраним | Освіта           | Партійна приналежність                        | Відомості про обраного депутата                                                                     |
| ------------------------------------------------------- | -------------------------------- | --------------------- | ---------------- | --------------------------------------------- | --------------------------------------------------------------------------------------------------- |
| Партія регіонів                                         |                                  |                       |                  |                                               | |
| б/м                                                     | Гоч Петро Володимирович          | 05.11.2010            | вища             | член Партії регіонів                          | Тернопільська обласна державна адміністрація, заступник голови                                      |
| б/м                                                     | Білик Мирослав Миколайович       | 05.11.2010            | вища             | позапартійний                                 | ВАТ «Галичина», голова правління                                                                    |
| б/м                                                     | Баранов Костянтин Володимирович  | 05.11.2010            | вища             | член Партії регіонів                          | Апарат Верховної Ради України, помічник-консультант                                                 |
| б/м                                                     | Муц Оксана Іванівна              | 05.11.2010            | вища             | член Партії регіонів                          | Тернопільський національний педагогічний університет ім. В. Гнатюка, аспірантка                     |
| б/м                                                     | Гнатів Микола Ярославович        | 05.11.2010            | вища             | позапартійний                                 | ДП «Тернопільський облавтодор», начальник служби автомобільних доріг                                |
| б/м                                                     | Муц Володимир Орестович          | 05.11.2010            | незакінчена вища | член Партії регіонів                          | ТОВ телерадіокомпанія «Тернопіль»., юрист консульт                                                  |
| 7                                                       | Мамаєв Сергій Володимирович      | 06.11.2010            | вища             | член Партії регіонів                          | приватний підприємець                                                                               |
| 8                                                       | Дзюбак Олена Володимирівна       | 09.11.2010            | незакінчена вища | член Партії регіонів                          | приватний підприємець                                                                               |
| 10                                                      | Цимбалюк Віталій Михайлович      | 06.11.2010            | вища             | член Партії регіонів                          | АТ «Українська пожежно-страхова компанія», керуючий західним регіоном, помічник голови              |
| 11                                                      | П'яла Богдан Петрович            | 10.11.2010            | вища             | член Партії регіонів                          | ТОВ телерадіокомпанія «Тернопіль», директор по господарській частині                                |
| 15                                                      | Лукін Василь Миколайович         | 06.11.2010            | вища             | позапартійний                                 | ТОВ «Західбудавтодор», директор                                                                     |
| Політична партія Всеукраїнське об'єднання «Батьківщина» |                                  |                       |                  |                                               | |
| б/м                                                     | Кирик Сергій Кузьмич             | 05.11.2010            | вища             | член Всеукраїнського об'єднання «Батьківщина» | ТМО ВО «Батьківщина», голова                                                                        |
| б/м                                                     | Сандій Олексій Йосипович         | 05.11.2010            | вища             | член Всеукраїнського об'єднання «Батьківщина» | фізична особа-підприємець                                                                           |
| Політична партія Всеукраїнське об'єднання «Свобода»     |                                  |                       |                  |                                               | |
| б/м                                                     | Бурда Ірина Йосипівна            | 05.11.2010            | вища             | член Всеукраїнського об'єднання «Свобода»     | Тернопільська обласна рада, консультант відділу юридичної та кадрової роботи                        |
| б/м                                                     | Чайківський Ярослав Федорович    | 05.11.2010            | вища             | член Всеукраїнського об'єднання «Свобода»     | Тернопільська міська клінічна лікарня швидкої допомоги, головний лікар                              |
| б/м                                                     | Турський Ігор Володимирович      | 05.11.2010            | вища             | член Всеукраїнського об'єднання «Свобода»     | Тернопільський національний економічний університет, викладач кафедри менеджменту                   |
| б/м                                                     | Напора Олег Романович            | 05.11.2010            | вища             | член Всеукраїнського об'єднання «Свобода»     | ВАТ «Тера», генеральний директор                                                                    |
| б/м                                                     | Шило Андрій Йосипович            | 05.11.2010            | вища             | член Всеукраїнського об'єднання «Свобода»     | фізична особа-підприємець                                                                           |
| б/м                                                     | Гладкий Михайло Петрович         | 05.11.2010            | вища             | член Всеукраїнського об'єднання «Свобода»     | фізична особа-підприємець                                                                           |
| б/м                                                     | Хімейчук Іван Сергійович         | 05.11.2010            | вища             | член Всеукраїнського об'єднання «Свобода»     | ТОПіГУ «Фортеця», голова                                                                            |
| б/м                                                     | Шаюк Олег Миколайович            | 05.11.2010            | вища             | член Всеукраїнського об'єднання «Свобода»     | фізична особа-підприємець                                                                           |
| б/м                                                     | Паньків Віктор Іванович          | 05.11.2010            | вища             | член Всеукраїнського об'єднання «Свобода»     | ПАТ АБ «Укргазбанк», начальник тернопільського обласного управління                                 |
| б/м                                                     | Хоркавий Віталій Володимирович   | 05.11.2010            | вища             | член Всеукраїнського об'єднання «Свобода»     | тимчасово не працює                                                                                 |
| б/м                                                     | Швайка Володимир Дмитрович       | 21.12.2010            | вища             | член Всеукраїнського об'єднання «Свобода»     | Компанія «Галактика комфорту», головний інженер                                                     |
| 2                                                       | Приходько Сергій В'ячеславович   | 10.11.2010            | вища             | член Всеукраїнського об'єднання «Свобода»     | СПД- ФО «Сороколіт І. Л.», виконавчий директор                                                      |
| 3                                                       | Фарцабей Анатолій Юліанович      | 06.11.2010            | вища             | член Всеукраїнського об'єднання «Свобода»     | КП ТОР «ТОІТЦ», заступник директора                                                                 |
| 4                                                       | Фартушняк Юрій Анатолійович      | 06.11.2010            | вища             | член Всеукраїнського об'єднання «Свобода»     | ПП «Українська хвиля», директор                                                                     |
| 5                                                       | Дробатюк Віталій Костянтинович   | 06.11.2010            | вища             | член Всеукраїнського об'єднання «Свобода»     | фізична особа-підприємець                                                                           |
| 6                                                       | Окаринський Михайло Михайлович   | 06.11.2010            | вища             | член Всеукраїнського об'єднання «Свобода»     | Тернопільський інститут соціальних та інформаційних, доцент                                         |
| 9                                                       | Костів Ігор Євстахович           | 06.11.2010            | вища             | член Всеукраїнського об'єднання «Свобода»     | Тернопільський обласний комунальний лікарсько-фізкультурний диспансер, заступник головного лікаря   |
| 12                                                      | Чорненький Михайло Володимирович | 10.11.2010            | вища             | член Всеукраїнського об'єднання «Свобода»     | «Тернопільський державний медичний університет ім. І. Я. Горбачевського», клінічний ординатор ВДНЗ  |
| 13                                                      | Сороколіт Іван Леонідович        | 06.11.2010            | вища             | член Всеукраїнського об'єднання «Свобода»     | Тернопільський інститут Міжрегіональної академії управління персоналом, викладач                    |
| 14                                                      | Попадин Богдан Йосипович         | 06.11.2010            | вища             | член Всеукраїнського об'єднання «Свобода»     | ТОВ «Навігатор», юрисконсульт                                                                       |
| 16                                                      | Танчук Сергій Олегович           | 06.11.2010            | вища             | член Всеукраїнського об'єднання «Свобода»     | ТОВ АТК ЕТАЛОН, заступник директора                                                                 |
| 17                                                      | Липка Ігор Михайлович            | 06.11.2010            | вища             | член Всеукраїнського об'єднання «Свобода»     | ПП Липка В.М, виконавчий директор                                                                   |
| 18                                                      | Сисюк Андрій Григорович          | 06.11.2010            | вища             | член Всеукраїнського об'єднання «Свобода»     | ПМП «Надія», заступник директора                                                                    |
| 19                                                      | Грегоращук Андрій Любомирович    | 06.11.2010            | вища             | член Всеукраїнського об'єднання «Свобода»     | ПАТ КБ Правекс-Банк, директор                                                                       |
| 20                                                      | Карпінський Володимир Михайлович | 06.11.2010            | вища             | член Всеукраїнського об'єднання «Свобода»     | «ТОММЦ», директор                                                                                   |
| 21                                                      | Строєвус Андрій Васильович       | 06.11.2010            | вища             | член Всеукраїнського об'єднання «Свобода»     | фізична особа-підприємець                                                                           |
| 23                                                      | Маціпура Костянтин Володимирович | 06.11.2010            | вища             | член Всеукраїнського об'єднання «Свобода»     | ТзОВ «Захід ТМ», директор                                                                           |
| 25                                                      | Шумило Олег Степанович           | 06.11.2010            | вища             | член Всеукраїнського об'єднання «Свобода»     | пенсіонер                                                                                           |
| 27                                                      | Сиротюк Михайло Мирославович     | 07.02.2013            | вища             | член Всеукраїнського об'єднання «Свобода»     | ТФ ТОВ «Технополіс-І», адміністратор системи                                                        |
| 28                                                      | Дулеба Ігор Богданович           | 06.11.2010            | вища             | член Всеукраїнського об'єднання «Свобода»     | Тернопільська обласна рада, керуючий справами виконавчого апарату                                   |
| 30                                                      | Фостик Василь Богданович         | 06.11.2010            | вища             | член Всеукраїнського об'єднання «Свобода»     | Кафедра Технології і обладнання зварювального виробництва, асистент                                 |
| Політична партія «Громадянська позиція»                 |                                  |                       |                  |                                               | |
| 24                                                      | Ландяк Петро Дмитрович           | 06.11.2010            | вища             | член Політичної партії «Громадянська позиція» | ТОВ «Універсам Текстерно», директор                                                                 |
| Політична партія «За Україну!»                          |                                  |                       |                  |                                               | |
| б/м                                                     | Шумада Віктор Володимирович      | 22.11.2014            | вища             | член Політичної партії «За Україну!»          | Комунальне підприємство «Адміністративно-технічна інспекція» Тернопільської міської ради, начальник |
| б/м                                                     | Остапчук Олександр Миколайович   | 22.11.2014            | вища             | член Політичної партії «За Україну!»          | Тернопільська міська рада, начальна управління освіти                                               |
| Політична партія «Наша Україна»                         |                                  |                       |                  |                                               | |
| б/м                                                     | Лило Василь Йосипович            | 05.11.2010            | вища             | позапартійний                                 | ТОВ «Тернопільбуд», генеральний директор                                                            |
| б/м                                                     | Мандзій Петро Васильович         | 05.11.2010            | вища             | член Політичної партії «Наша Україна»         | ВАТ «Овочторг», голова правління                                                                    |
| б/м                                                     | Похиляк Ольга Петрівна           | 05.11.2010            | вища             | член Політичної партії «Наша Україна»         | ТЗШ І-ІІІ ст. № 8, директор                                                                         |
| 1                                                       | Карпишин Наталія Іванівна        | 07.11.2010            | вища             | позапартійна                                  | ТНЕУ, викладач                                                                                      |
| 22                                                      | Климчук Олег Андрійович          | 06.11.2010            | вища             | член Політичної партії «Наша Україна»         | загальноосвітня школа № 22, директор                                                                |
| Політична партія «Фронт Змін»                           |                                  |                       |                  |                                               | |
| б/м                                                     | Мастюх Андрій Павлович           | 05.11.2010            | вища             | член Політичної партії «Фронт Змін»           | КП «Тернопільелектротранс», директор                                                                |
| б/м                                                     | Гринчишин Петро Семенович        | 05.11.2010            | вища             | член Політичної партії «Фронт Змін»           | Тернопільська міська рада, заступник міського голови м. Тернополя                                   |
| б/м                                                     | Кузьма Володимир Антонович       | 05.11.2010            | вища             | член Політичної партії «Фронт Змін»           | КП «Тернопільводоканал», директор                                                                   |
| Українська Народна Партія                               |                                  |                       |                  |                                               | |
| б/м                                                     | Джус Михайло Ярославович         | 05.11.2010            | вища             | член Української Народної Партії              | Тернопільський міський комунальний заклад «Станція швидкої медичної допомоги», головний лікар       |
| 26                                                      | Бабюк Марія Петрівна             | 06.11.2010            | вища             | член Української Народної Партії              | Галицький інституту ім. В. Чорновола, ректор                                                        |
| Українська партія                                       |                                  |                       |                  |                                               | |
| б/м                                                     | Ратушняк Михайло Михайлович      | 05.11.2010            | вища             | позапартійний                                 | ТОВ «АНТ», директор                                                                                 |
| б/м                                                     | Вітвіцький Олег Іванович         | 05.11.2010            | вища             | позапартійний                                 | тимчасово не працює                                                                                 |
| 29                                                      | Смакоуз Віталій Георгійович      | 10.11.2010            | вища             | позапартійний                                 | ВК ТІЗ «Добробуд», директор                                                                         |

## Постійні комісії
- з питань бюджету та фінансів
- з питань контролю за використанням комунального майна
- з питань місцевого самоврядування, законності, правопорядку, регламенту та депутатської діяльності
- з питань житлово-комунального господарства, екології та надзвичайних ситуацій
- з питань промисловості, транспорту та зв'язку, енергозабезпечення та енергозбереження
- з питань економіки, зовнішніх зв'язків, підприємницької діяльності, захисту прав споживачів
- з питань соціальної політики, охорони здоров'я, сім'ї, материнства, дитинства
- з питань містобудування
- з питань природокористування, приватизації, продажу та оренди землі
- з питань освіти, науки, культури
- з питань молодіжної політики, туризму, фізичної культури та спорту

Під час одного із засідань на початку 2015 року депутати проголосували за позбавлення мандатів кількох своїх колег через їх відсутність під час сесій.

## Природно-заповідний фонд
Станом на 1 січня 2017 року у віданні Тернопільської міської ради є 12 територій та об'єктів природно-заповідного фонду загальною площею 725,35 га, що становить 12,39 % території міської ради.
- 1 регіональний ландшафтний парк площею 630,0 га,
- 1 ботанічний заказник місцевого значення площею 87,0 га,
- 2 гідрологічні пам'ятки природи місцевого значення загальною площею 0,11 га,
- 4 ботанічні пам'ятки природи місцевого значення загальною площею 0,07 га,
- 4 парки-пам'ятки садово-паркового мистецтва місцевого значення загальною площею 8,17 га.

## Галерея
Світлини із сесій Тернопільської міської ради шостого скликання.

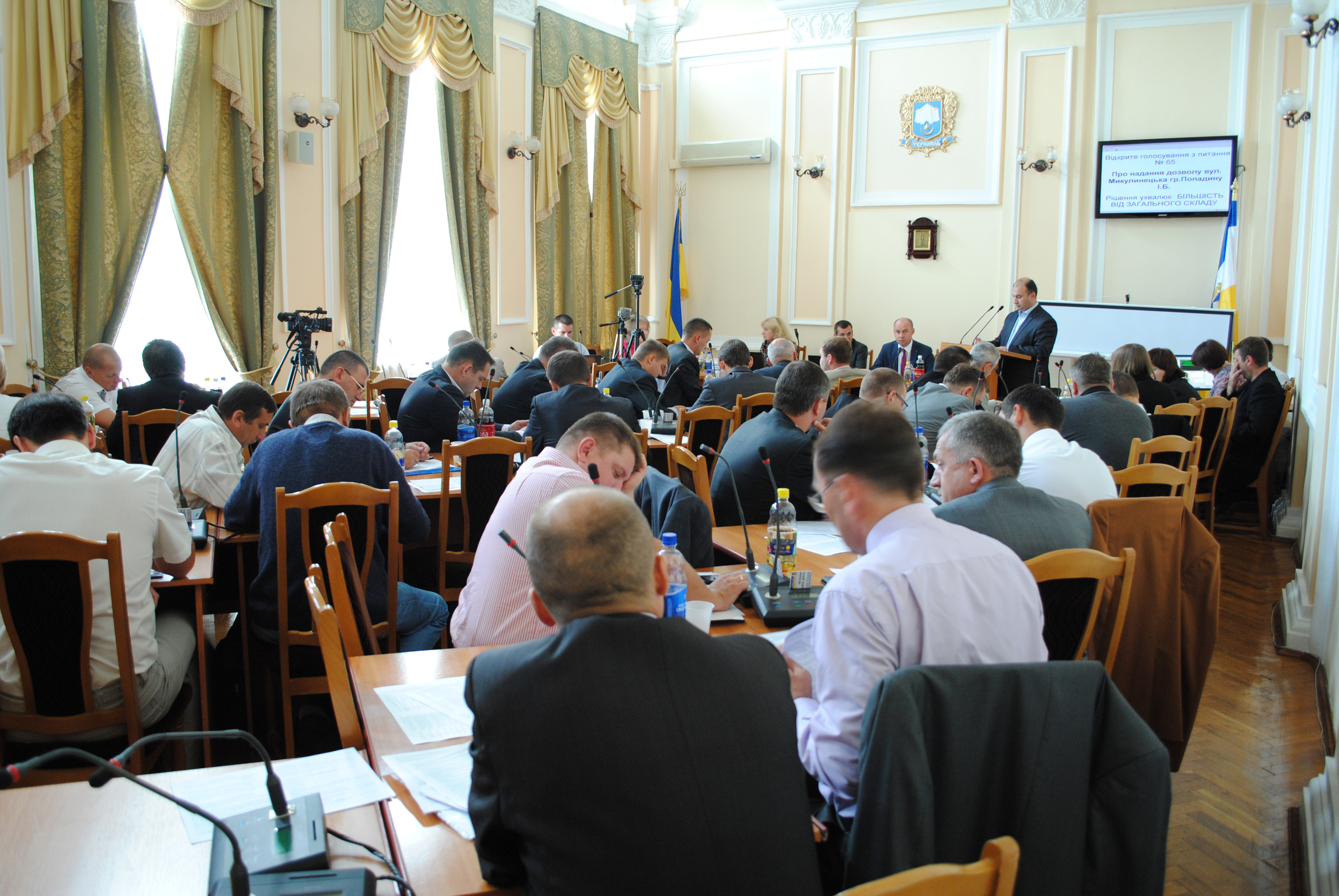
23 сесія (17.08.2012)
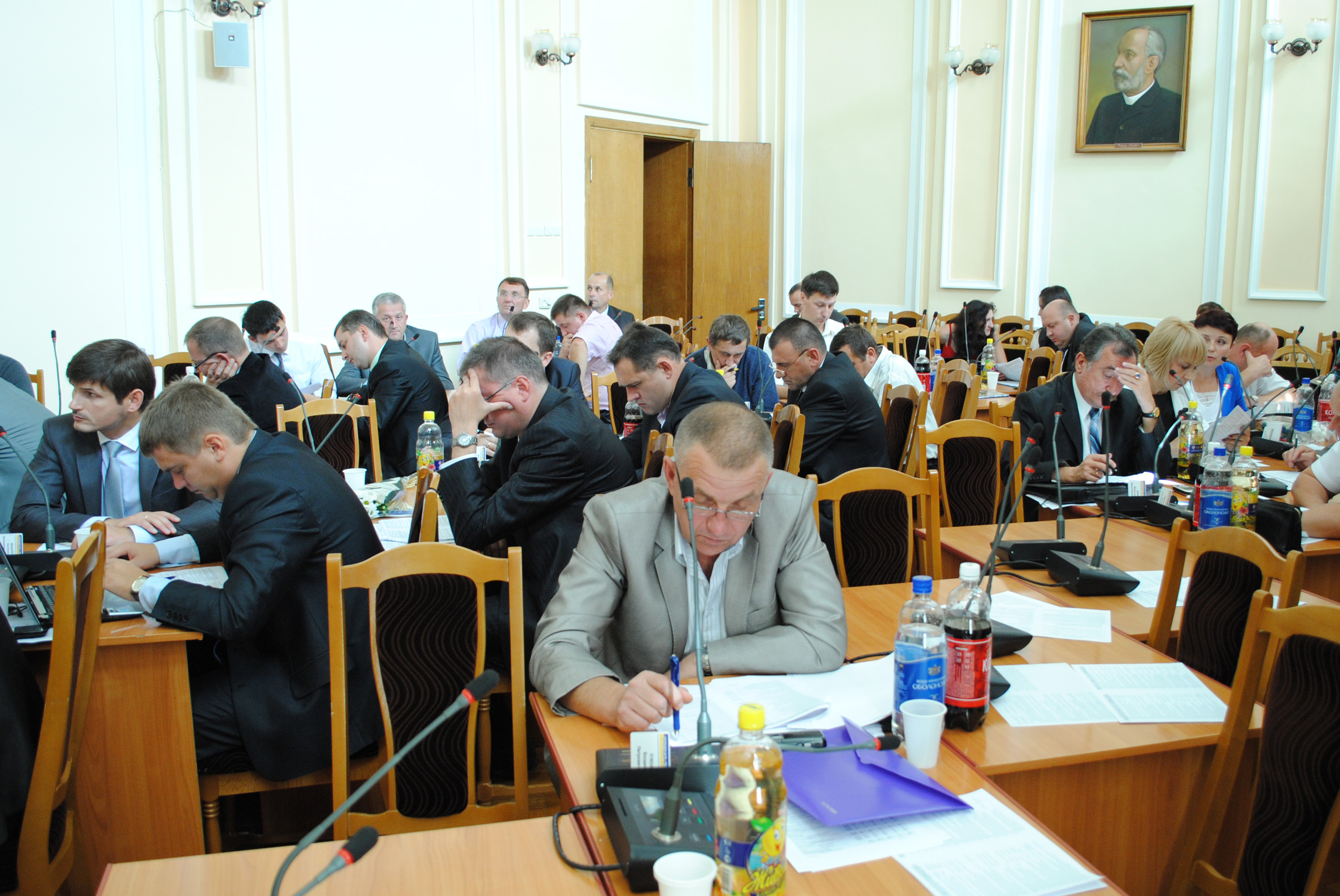
23 сесія (17.08.2012)
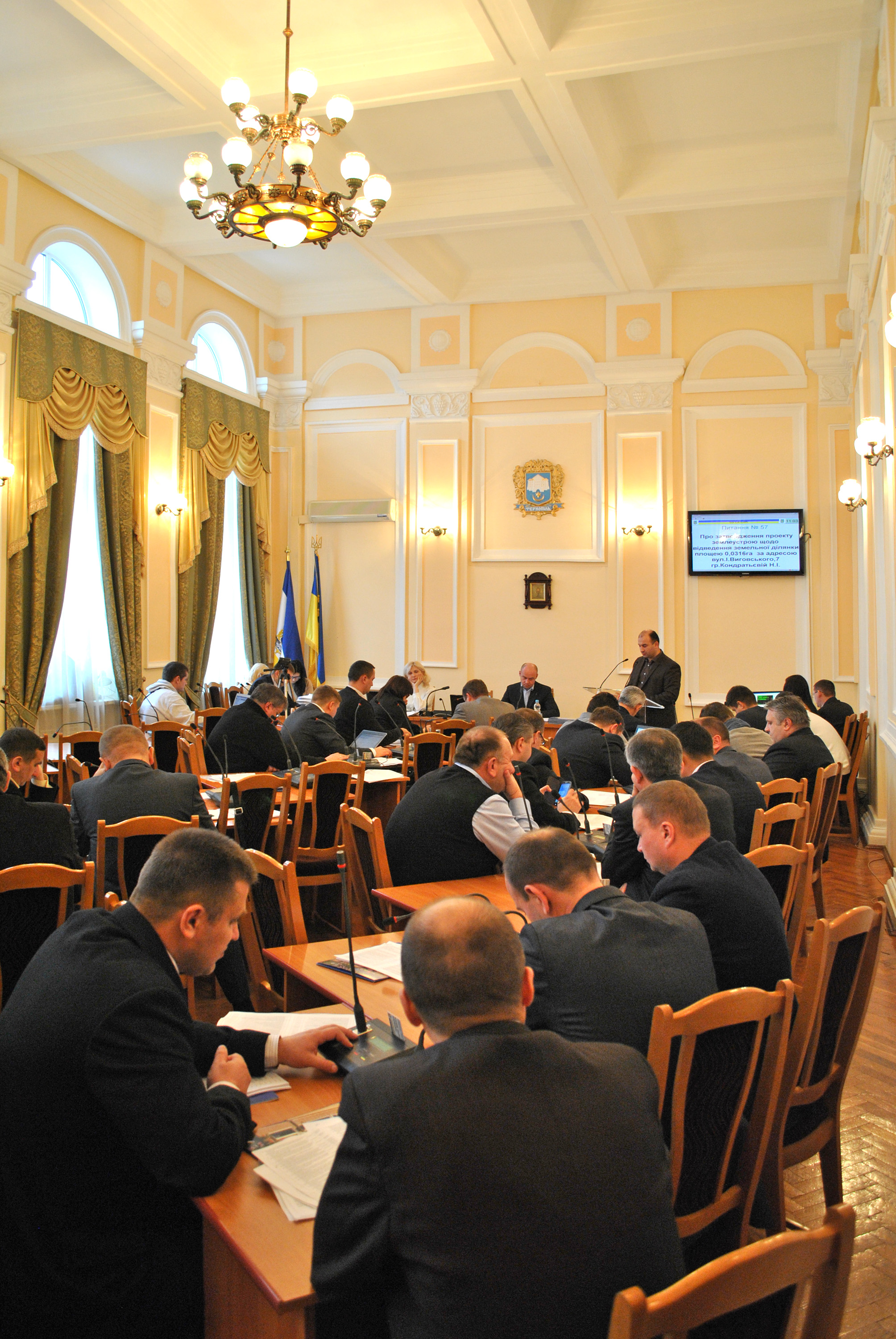
53 сесія (28.11.2014)
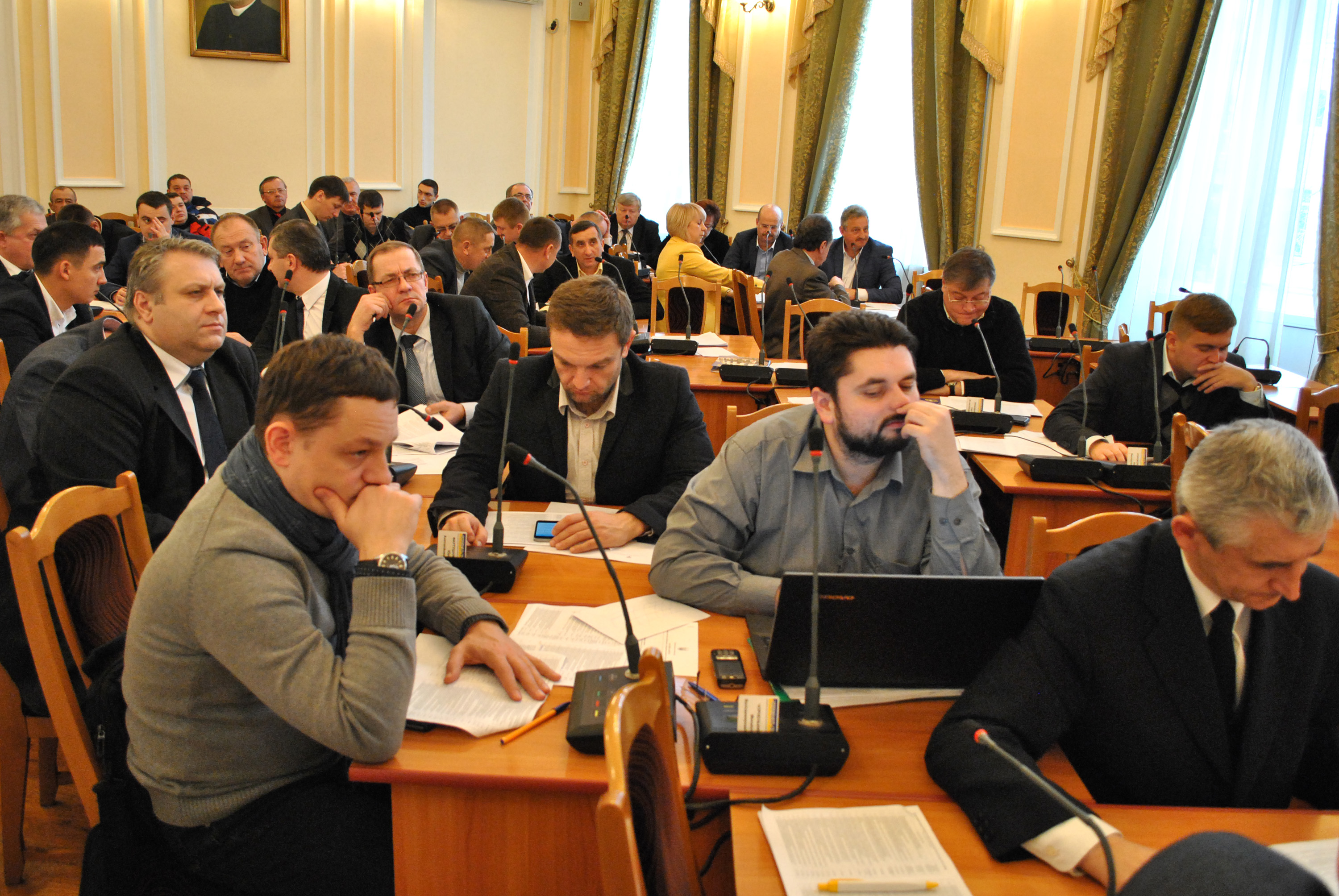
53 сесія (28.11.2014)
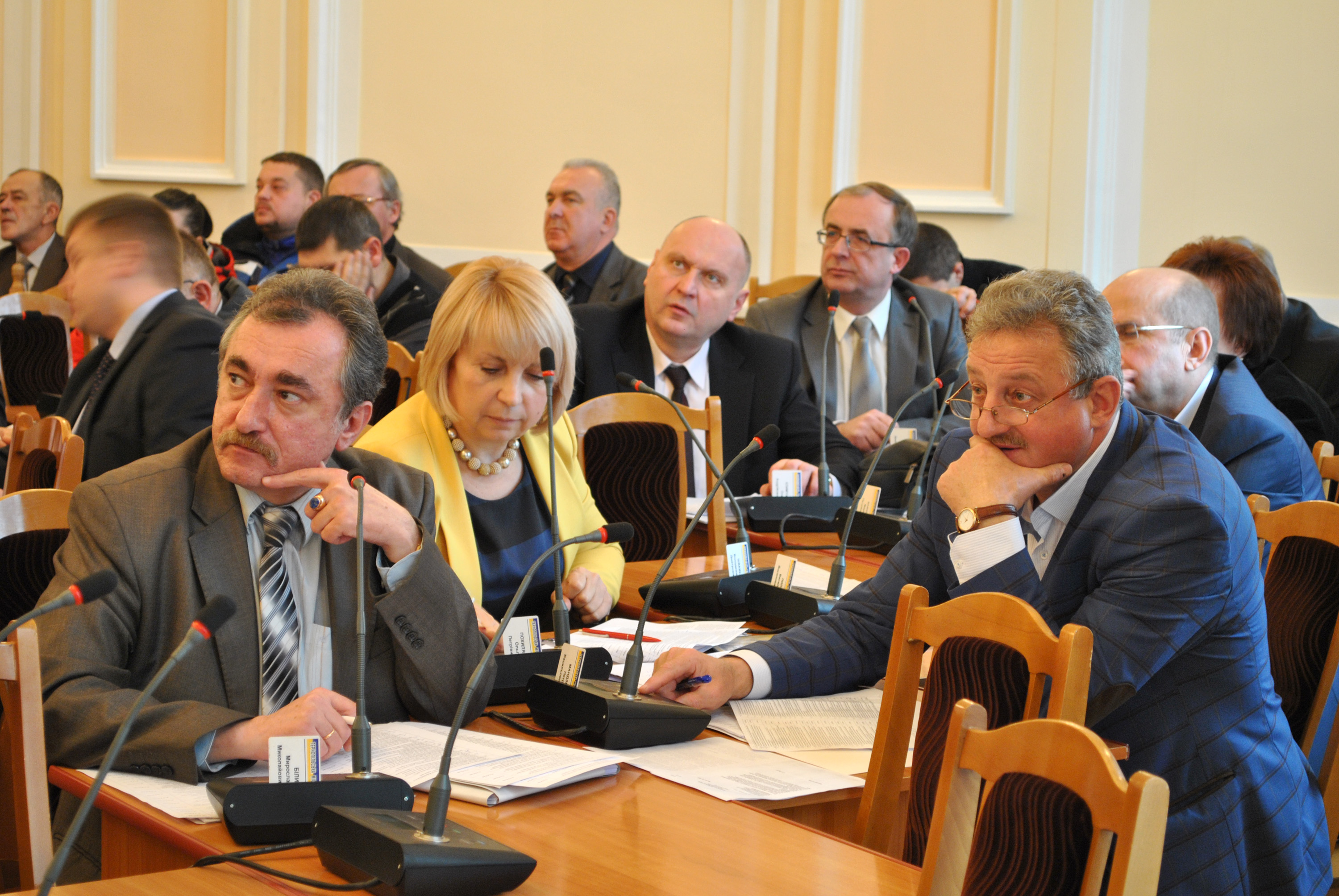
53 сесія (28.11.2014)